# Enoploctenus penicilliger
Enoploctenus penicilliger là một loài nhện trong họ Ctenidae.
Loài này thuộc chi Enoploctenus. Enoploctenus penicilliger được Eugène Simon miêu tả năm 1897.